# Hospital de Sant Llorenç
L'Hospital de Sant Llorenç és una obra del municipi de Viladecans (Baix Llobregat) inclosa en l'Inventari del Patrimoni Arquitectònic de Catalunya.

## Descripció
Es tracta d'una construcció aïllada de planta rectangular i dues ales als extrems, quadrades. Té planta baixa, tres pisos i coberta de teula àrab: a quatre vessants en els cossos laterals i a dues vessants al cos central.
A les façanes es combinen els buits i els vans mitjançant la distribució adequada de les obertures. Els cos central, a manera de torre, presenta accés porticat, terrassa i balustrada ceràmica, fornícula amb la imatge de sant Llorenç, fris d'imbricacions i penell.